# Wilhelm Mogk (Politiker, 1833)
Josias Wilhelm August Mogk (* 20. Mai 1833 in Wildungen; † 28. März 1894 in Korbach) war ein deutscher Amtsrichter und Parlamentarier.

## Leben
Wilhelm Mogk war Sohn des Korbacher Kreisrichters Wilhelm Mogk (1804–1868) und dessen Ehefrau Friederike, geborene Kleinschmit (1805–1874). Nach dem Besuch der Alten Landesschule Korbach studierte er ab 1852 Rechtswissenschaften an der Georg-August-Universität Göttingen, wo er 1853 Mitglied des Corps Hannovera wurde. Er legte 1855 das erste und 1858 das zweite Staatsexamen ab. 1858 erhielt er die Zulassung als Rechtsanwalt. Er trat dann in den richterlichen Dienst des Fürstentums Waldeck-Pyrmont und wurde 1873 Amtsrichter und 1890 Amtsgerichtsrat am Amtsgericht Korbach. Dem Landtag von Waldeck-Pyrmont gehörte er als Abgeordneter des Kreises des Eisenbergs von 1881 bis 1892 an und war 1891 dessen Parlamentspräsident.
Mogk war verheiratet mit Louise Graf (1843–1926), Tochter des Gutsbesitzers Friedrich Graf (1806–1874) aus Nieder-Waroldern. Aus der Ehe gingen ein Sohn und eine Tochter hervor.